# 吉岡芳夫
吉岡 芳夫 （よしおか よしお、1937年3月 - ）は、日本の工学者。現在、金沢工業大学教授。専門は、プラズマ応用、放電現象、遮断器などの電力用機器、計算機シミュレーション等。学位は工学博士。

## 経歴
- 福井県立藤島高等学校卒業
- 1959年3月 - 大阪大学理学部物理学科卒業
- 1985年8月 - 日立製作所日立研究所副所長
- 1988年2月 - 日立製作所国分工場主管技師長
- 1994年6月 - 日立製作所日立茨城工業専門学院学院長
- 1998年4月 - 金沢工業大学電気電子系電力システムコア教授